# Sprogdød
 Ikke at forveksle med Sprogtab.
Indenfor lingvistikken sker sprogdød når et sprog mister sin sidste modersmålstaler. Til sammenligning sker sprogudryddelse når sproget ikke længere kendes, heller ikke af andetsprogstalere. Andre lignende begreber er sprogdrab, hvor et sprog død af naturlige eller politiske årsager, og glottofagi, der betegner måden et mindre sprog bliver fuldstændigt absorberet eller erstattet af, et større sprog.
Sprogdød er en proces hvorved et talefællesskabs sproglige kompetence indenfor deres sprogvarietet mindskes indtil der til sidst ikke er nogle talere tilbage, som kan tale varieteten flydende. Sprogdød kan ramme enhver sprogform, inklusive dialekter.